# Personaggi di Trinity Blood

## Il Vaticano
Il Vaticano è situato a Roma come il centro dell'esistenza umana dopo l'Armageddon. Alla luce delle devastazioni, la gente cercò rifugio e protezione nella Chiesa, dando alla Santa Sede la responsabilità e la direzione degli esseri umani. Nonostante la sua suprema autorità di una volta, l'uomo cominciò a porre la sua fede in leader locali e nobili, che hanno assunto l'autorità dal Vaticano. Quest'ultimo, al di là del suo indebolimento rispetto alle altre nazioni, è tuttora la più grande forma di governo umana dopo l'Armageddon.

### I leader

#### Alessandro XVIII
Sua Santità Alessandro XVIII è il 399º Papa della Chiesa Cattolica e figlio del precedente pontefice Gregorio XXX. Dopo la morte di suo padre, i fratelli di Alessandro hanno fatto in modo che gli venisse conferito il titolo al posto di suo zio, l'Arcivescovo Alfonso d'Este. Alessandro non ha scelto questa posizione da solo ed è un adolescente nervoso e facilmente spaventabile, che manca di convinzione e di fiducia in sé stesso. Egli ha molta paura degli altri e non è in grado di sopportare i rimproveri, specialmente quando sono diretti verso di lui. Nonostante ricopra la posizione più alta nel Vaticano, Alessandro è un fantoccio regnante che non è in grado di prendere decisioni da solo: di solito si rivolge ai suoi fratellastri per le questioni importanti. In particolare, egli ha paura di suo fratello, il Cardinale Francesco de' Medici, e spesso è succube della sua volontà.

#### Caterina Sforza
Sua Eminenza Caterina Sforza, Cardinalessa e Duchessa di Milano, è una donna dalla forte volontà e determinazione, che non mostra alcun timore e possiede una forte risolutezza in tutto ciò in cui crede. È il capo del Ministero dei Santi Affari e presiede il gruppo del dipartimento delle operazioni speciali, l'AX Agency.
Caterina ha incontrato Abel Nightroad per la prima volta quando lui l'ha salvata da un gruppo di vampiri, che tentarono di ucciderla su ordine del Contra Mundi. Dopo il suo salvataggio, Abel ha promesso di proteggerla sempre e da allora sono diventati amici intimi. Caterina ama molto suo fratello Alessandro, l'attuale Papa, e ha dimostrato di essere disposta a morire per proteggerlo. Spesso, invece, si scontra con l'altro suo fratello, il Cardinale de' Medici, che aborrisce l'idea di una pace con i vampiri e ha poco riguardo per la vita del Santo Padre.
Nonostante le esperienze passate, Caterina crede fortemente nella necessità di stabilire la pace tra gli esseri umani e i vampiri. Anche se la scoperta delle sue azioni potrebbe risolversi nella sua esecuzione, Caterina segretamente lavora per creare delle relazioni diplomatiche con l'Impero, sapendo che entrambi hanno un nemico molto più letale nel Rosenkreuz Orden. Ha utilizzato l'AX Agency per questo obiettivo, organizzando un'operazione che ha unito Abel Nightroad con la rappresentante dell'Impero Astharoshe Asran per la cattura di un vampiro assassino di massa a Venezia.
Quando Francesco ha infine raggiunto il suo obiettivo, ovvero dissolvere l'unità AX, Caterina lascia il Vaticano e si unisce al Rosenkreuz Orden.
Il personaggio richiama Caterina Sforza, nobildonna italiana realmente esistita, signora di Forlì e Imola.

#### Francesco de' Medici
Duca di Firenze, Granduca di Toscana e Cardinale della Chiesa, Sua Eminenza Francesco de' Medici è un uomo alto e intimidatorio. Poiché figlio illegittimo, non poté essere eletto Papa e prova una certa amarezza a causa di questa sua sconfitta. Utilizzando intimidazioni e un tono autoritario, spesso tenta di fare pressioni sul fratello minore per piegarlo alla sua volontà. Nutrendo un forte odio per i vampiri, si scontra spesso con la sorella minore, la Cardinalessa Sforza, a causa dei suoi propositi di negoziazione e diplomazia. In quanto capo del Dipartimento dell'Inquisizione, Francesco non crede nel compromesso, preferendo rispondere a situazioni critiche con la violenza e con la forza. Egli non ha alcuno scrupolo nel prendere decisioni che potrebbero uccidere innocenti, rivendicando che le sue azioni sono fatte in nome di Dio e sacrificherebbe volentieri Alessandro per raggiungere la sua causa.
Il personaggio richiama Francesco I de' Medici, granduca di Toscana realmente esistito.

#### Alfonso d'Este
Arcivescovo di Colonia, è lo zio di Alessandro XVIII, Francesco e Caterina. Dopo aver perso le elezioni papali contro il nipote ancora bambino, il suo odio e il desiderio di vendetta hanno suscitato in lui il desiderio di assumere il Rosenkreuz Orden per creare un'arma finale che potrebbe utilizzare per distruggere Roma e uccidere i suoi nipoti. Insoddisfatto dalla prima prova con la macchina Silent Noise, la fa sperimentare ad Isaak Fernand von Kämpfer sulla città di Barcellona. Abel Nightroad e suor Noélle Bor vengono a conoscenza del piano, ma non sono in grado fermarlo. La macchina rade al suolo la città e Noélle viene uccisa durante l'attacco. Soddisfatto dalla prova, Alfonso d'Este porta la macchina a Roma con il pretesto di una visita per riappacificarsi la sua famiglia. Gli agenti dell'AX, sospettosi del suo improvviso cambiamento, riescono a impedire che la città venga completamente distrutta e arrestano Alfonso.
Nei romanzi è emerso che il suo maggior desiderio è quello di purificare la Chiesa dalla sua corruzione distruggendo Roma. Egli ha pianificato di ricostruire il Vaticano a Colonia, con un nuovo clero nominato personalmente da lui.
Il personaggio richiama Alfonso I d'Este, duca di Ferrara realmente esistito.

#### Antonio Borgia
Presente soltanto nei romanzi e nel manga
Sua Eminenza Antonio Borgia è descritto come un giovane attraente dai capelli lunghi, e un'apparenza quasi indecorosa per uno della sua posizione. Principe di Spagna e miglior studente dell'Università di Colonia, Antonio è un genio che ha ricevuto sette dottorato già all'età di ventitré anni. Essendo di sangue nobile, Antonio proviene da una potente famiglia con influenti contatti sia dentro che fuori il Vaticano. Nonostante sembri vanitoso, dimostra un ottimismo smodato, anche nel bel mezzo delle situazioni più pericolose.
La prima volta che viene presentato nei romanzi, Antonio è ritratto come un individuo vanitoso e codardo, che si riferisce a Abel Nightroad come al "suo scudo per proiettili" quando si ritrovano sotto attacco. Nonostante il riluttante prete rimanga incerto delle intenzioni di Antonio durante la missione, il giovane nobile riuscirà a condurre i loro attaccanti in una trappola improvvisata, ironicamente salvandoli entrambi. Dopo il loro ritorno a Roma, Abel rimarrà molto sorpreso quando Antonio si unirà al clero come prete.
Nonostante la sua giovane età, Antonio verrà visto in seguito insignito della carica di Cardinale, insieme a quella di Ministro delle Pubbliche Relazioni e della Propaganda del Vaticano. Anche avendo ottenuto un'alta carica, Antonio dimostra una totale mancanza di formalità quando parla con i propri superiori, riferendosi spesso a Caterina chiamandola "dolcezza". Come conseguenza, il suo comportamento è malvisto sia da Caterina che da Francesco, che condividono entrambi un certo senso di disgusto e intolleranza per il comportamento del giovane cardinale. Apparirà nei romanzi anche al fianco del Cardinal Francesco dopo il primo attacco del Barone Radu Barvon a Carthago, richiedendo che la Chiesa mandi dei membri del Dipartimento dell'Inquisizione per aiutare nella difesa della città.

### Agenti dell'AX
L'AX è la contrazione di "Arcanum Cella Ex Dono Dei" (latino per "Sezione Operazioni Speciali e Affari di Stato Papali") e serve come divisione speciale del Ministero dei Santi Affari. Gli agenti sono tutti preti e suore d'élite, addestrati in differenti stili di combattimento, molti dei quali hanno abilità speciali garantite loro dalla tecnologia perduta. I membri dell'unità AX sono sotto il comando della Cardinalessa Caterina Sforza e sono spesso utilizzati come rinforzi. Vengono mandati sovente ad investigare su situazioni riguardanti o che coinvolgono i vampiri.

#### Abel Nightroad
In apparenza Abel sembra essere un goffo, distratto prete cattolico che ha poca fortuna con i soldi ed è sempre affamato. In realtà è un Crusnik, un vampiro con poteri straordinari che può nutrirsi del sangue di altri vampiri. Quasi vecchio di un millennio, Abel è stato creato nel 2088 A.D. come uno dei quattro bambini in provetta i cui corpi vennero infusi con le nanomacchine Crusnik dei colonizzatori umani di Marte. Abel una volta provava odio verso l'umanità e si unì ai Methuselah nella guerra contro gli umani dopo l'Armageddon. Durante la guerra tra umani e Methuselah, Abel Nigthroad uccise sette milioni di umani. La morte dell'amata Lilith durante la guerra gli fece abbandonare il suo odio. Passò 900 anni a piangere e addolorarsi nella cripta di Lilith costruita in Vaticano, finché una giovane Caterina Sforza si nascose lì per sfuggire agli assassini Methuselah. Abel, rendendosi conto che era suo compito continuare il lavoro di Lilith e difendere gli umani, salvò la giovane Caterina e scelse di continuare a vivere. Si unì all'AX alla sua fondazione in maggio, nel 3055 A.D.
Come penitenza per i suoi precedenti peccati, Abel ha aderito ad un forte principio di pacifismo e ha preso voto di non uccidere a meno che non sia strettamente necessario. Anche se accetta la sua natura di Crusnik, la usa di solito come ultima risorsa. Dopo aver incontrato Esthel è riluttante ad usare la forma di Crusnik durante i combattimenti per paura che lei possa vederlo e quando questo avviene per la prima volta, Abel sembra distrutto e urla in preda alla disperazione. Dopo lui le rivelerà che quello è il marchio per i suoi peccati. Sembra essere al corrente degli evidenti sentimenti romantici che Esthel nutre verso di lui, e in qualche modo di quelli che prova per lei. Esthel sembra essersene accorta, infatti lo chiama tonto per non farlo preoccupare dell'affetto che Ion prova per Esthel. Anche se lui le corrisponde per lo più un affetto quasi paterno, quando pensò che fosse stata uccisa perse il controllo di se stesso, trasformandosi in Crusnik e sembrando in qualche modo compiacersi dell'uccisione del Methuselah Radu che pensava avesse ucciso Esther. È Esther che lo aiuterà a tornare umano.
In seguito Abel scoprirà che Cain, suo fratello e assassino di Lilith, è ancora vivo e giura di trovarlo e ucciderlo una volta per tutte. Quando Abel lo troverà e lo affronterà, Cain sconfiggerà Abel lasciandolo in uno stato prossimo alla morte. Mentre Esthel piange sulla bara di Abel, la Cardinalessa Caterina recupera la nanomacchina dal corpo di Lilith e manda padre Tres a portarla ad Abel in modo da resuscitarlo. Tres la porta alla tomba di Abel, facendolo sia tornare in vita che permettergli di raggiungere il 100% della fusione Crusnik, senza la follia che si è manifestata in Cain. Subito dopo, Cain arriva e Abel lo combatte ancora, ma il combattimento termina in parità e Abel deve continuare la sua missione per distruggere il fratello, ora accompagnato da Ion Fortunà.
Nella sua forma umana Abel combatte con una pistola caricata con proiettili d'argento, dove nel manga su un lato si trova la scritta Peacemaker. Con il 40% delle nanomacchine Crusnik attivate, i suoi occhi diventano rossi, le labbra blu scure, i suoi denti si trasformano in zanne, le unghie diventano artigli, spuntano delle ali, i capelli si alzano e una enorme falce composta di sangue cristallizzato si materializza nelle sue mani. All'80% dell'attivazione può generare massicce quantità di elettricità. Abel può raggiungere questo livello, o superiore, solo se si è nutrito di qualche vampiro, altrimenti c'è il rischio che la nanomacchina rifiuti il comando e lo faccia collassare. Al 100% dell'attivazione si trasforma in una creatura umanoide con la pelle scura, ali nere da pipistrello e segni blu che coprono il suo corpo. È inoltre in grado di generare molta più elettricità della fusione all'80% e una seconda lama si forma all'altro lato della falce. Quando è in forma di Crusnik, il sangue dei Methuselah è attirato a lui e finisce direttamente nel suo corpo senza dover usare le zanne.

#### Esthel Blanche
Nata come la legittima nipote della regina di Albion, Esthel fu portata a Istvan poco dopo la sua nascita, in modo da essere salvata dagli assassini. È la figlia dell'ultimo principe di Albion, Gilbert, che fu assassinato subito dopo la sua nascita. Fu elevata a suora dal Vescovo Laura Vitez, che l'amò come una propria figlia.
Esthel incontra Padre Abel durante un attacco da parte della milizia cittadina del Conte Gyula Kadar, come leader di una banda di ribelli chiamata "I Partigiani", che lavoravano per spodestare la tirannia del conte da Istvan. Dopo che un vampiro uccide alcuni membri del clero e il Vescovo Vitez viene assassinato in un successivo attentato alla chiesa della città, Esthel va con Abel nella residenza di Gyula per fermare i suoi piani e salvare il compagno rapito: Dietrich. L'incontro tra Esthel e Abel differisce a seconda degli adattamenti. Nell'anime, gran parte dell'arco di Star of Sorrow è cambiato, cominciando con l'incontro che ha luogo quando Esther appare a casa di Gyula per scortare Abel nella chiesa di Saint Matthias. La suora ha anche ucciso il Colonnello Lattikar, per vendicare l'assassinio del Vescovo Vitez. Lei ed Abel vengono catturati dai soldati di Gyula e Dietrich viene ucciso all'entrata della chiesa, prima che le venga dato fuoco. Dopo essere stati catturati, Abel ed Esthel riescono successivamente a sventare i piani di Gyula e Dietrich.
Esthel decide di recarsi al Vaticano con Abel e Tres per cercare di capire perché così tante persone sono dovute morire, chi realmente era Dietrich e quali erano i suoi obiettivi, chi è realmente Padre Abel e cosa lei farà d'ora in poi con la sua vita. Una volta arrivati alla Santa Sede, Esthel è accettata nel Ministero dei Santi Affari e diventa un agente dell'AX. 
Una voglia piuttosto grande a forma di stella, situata sul suo fianco, la identifica come la "Stella della Speranza" di Albion. Questo marchio sarà in seguito usato come prova per riconoscere che la ragazza è un membro della famiglia reale di Albion.
Sorella Esthel pare avere dei sentimenti romantici e crescenti verso Abel Nightroad, sebbene lui sembri ingnaro di ciò (ricambiandoli allo stesso modo) e altri l'abbiano notato. La novella suora sviluppa anche una forte amicizia con Ion Fortuna, arrivando addirittura ad offrirgli la sua vita dopo che Dietrich lo induce a un'irrefrenabile concupiscenza di sangue. Nell'anime si biasima per l'apparente morte di Abel e resta a piangere sulla sua bara per molti giorni, finché Virgil Walsh non si reca da lei per portarla ad Albion. Inizialmente rifiuta di andarsene, nonostante sia venuta a conoscenza della questione ereditaria del trono di Albion, ma poi sente la voce di Abel che le dà la forza di andare avanti. Esthel assiste anche al risveglio del Crusnik per mano di Tres e all'ennesima battaglia tra Abel e Cain. Mentre assiste alla loro battaglia, capisce che Abel continuerà a scontrarsi con suo fratello Cain per l'eternità, fino alla morte di uno dei due, e si rende conto che prima o poi il suo collega prete dovrà partire per perseguire questo scopo. Rendendosi conto che il suo aiuto sia fondamentale per la creazione di un nuovo mondo, Esthel compie il suo destino e viene incoronata Regina di Albion dal Santo Padre.

#### Tres Iqus
Creato nel 3036 A.D., Padre Tres Iqus è una delle dieci "Bambole Assassine", soldati meccanici creati da uno scienziato del Vaticano, il Vescovo Gepetto Garibaldi, per ribellarsi alla Chiesa e occupare Castel Sant'Angelo. Proprio perché il suo corpo da cyborg è composto da parti sia meccaniche che organiche, egli deve prendere vitamine per mantenerlo intatto. Tres, unità HC-IIIX, è l'unico dei robot conosciuti ad essere ancora operativo. Fu salvato dalla distruzione e reclutato nell'AX dalla Cardinalessa Caterina Sforza, che gli ha dato il nome in codice di Gunslinger. In Reborn on the Mars, viene rivelato che il suo nome per intero è Hercules Treq Iqus, che comunque non usa quasi mai. 
Essendo un androide da battaglia, Tres lavora con un'efficienza incessante e impassibile e le sue funzioni sono limitate principalmente al combattimento. Tende ad utilizzare espressioni che lo fanno sembrare un computer, come chiedere "rapporto danni" o valutare lo stato psichico di qualcuno e rispondere alle domande con "negativo" e "affermativo". Nonostante la sua natura meccanica, Gunslinger ha avuto momenti in cui si è approcciato con gli altri, esponendo il suo senso dell'umorismo e la sua seccatura. Tres è anche estremamente leale a Caterina e Abel fa notare che spesso appare di cattivo umore quando viaggia, perché è sempre preoccupato per ciò che possa accadere a Roma. 
Nei romanzi, quando l'unità AX viene dissolta, si unisce al Rosenkreuz Orden con Caterina.

#### Kate Scott
Originaria di Albion, Sorella Kate è il comandante olografico dell'aeronave da combattimento Iron Maiden, e successivamente della Iron Maiden II. Kate sorveglia anche la maggior parte delle missioni dell'AX dalla nave, coordinando le mosse degli agenti e trasmettendo informazioni attraverso gli auricolari che tutti gli agenti indossano. La suora è anche esperta nella produzione di miscele di tè alle erbe che sono amate sia dagli agenti dell'AX che dalla Cardinalessa Sforza.
Kate, il cui corpo è in stato di coma, è capace di proiettarsi in vari luoghi con l'aiuto del suo vecchio amico, il Professor Wordsworth, e delle sue invenzioni. I romanzi suggeriscono che Susanne von Skorzeny, un membro del Rosenkreuz Orden conosciuta anche come la Baronessa Rossa, provocò l'incidente all'Università di Roma che ridusse Kate in coma. Sorella Kate incontrò la Cardinalessa Caterina per la prima volta al college e fu una dei membri fondatori dell'AX.
Nei romanzi, Kate è descritta come una vecchia suora con una personalità piacevole e confortevole e un sorriso che "potrebbe calmare un toro furioso". Nell'anime e nel manga, però, Kate ha un aspetto più giovanile e una forte personalità.

#### Hugue de Watteau
Nato nel 3032 A.D. ad Anversa, Hugue è l'unico sopravvissuto della famiglia Watteau, un clan paramilitare che si tramandava il titolo di Ispettore Capo per la Federazione degli Stati delle Quattro Città. Hugue è guidato dal desiderio di vendicare il suo clan, dopo l'attacco dei vampiri su larga scala alla sua residenza. L'unica sopravvissuta della famiglia è sua sorella Anies, che è scomparsa e si presume sia stata catturata dagli assassini. Nonostante faccia parte dell'AX, Hugue disobbedirà spesso agli ordini e cercherà in tutti i modi di ritrovare sua sorella e scovare gli assassini della sua famiglia. A causa della sua natura indipendente, egli lascia frequentemente il dipartimento di operazioni speciali e va a caccia di vampiri per capriccio.
Hugue, il cui nome in codice è "Sword Dancer", maneggia una mazza di ferro contenente sia una katana che un wakizashi e ha delle braccia artificiali che accrescono la sua velocità e la sua forza, rendendolo capace di sconfiggere facilmente i vampiri in battaglia. Le sue abilità analitiche sono molto lontane da quelle dei normali esseri umani, permettendogli di uccidere un vampiro senza sprecare un singolo movimento. In una delle sue prime missioni nella serie viene inviato a investigare sull'omicidio di alcuni membri del clero da parte di vampiri. Dopo un breve conflitto, uccide un vampiro che cerca di catturare l'unica sopravvissuta alla strage: una suora chiamata Sorella Agnes. Restando nella chiesa locale, Hugue e Agnes vengono catturati dai servitori del vampiro regnante del luogo: il Conte Karel van der Verf. Quest'ultimo progetta di giustiziare il prete, incatenandolo in una sorta di anfiteatro e forzandolo a combattere contro un licantropo. Nell'anime pare che Hugue stia perdendo finché Sorella Agnes non recupera la sua arma e gliela restituisce. Nei romanzi il prete non combatte con un licantropo ma la suora gli restituisce ugualmente l'arma. Il Conte Karel punisce la suora per la sua azione, ferendola gravemente e facendo infuriare Hugue. Nell'anime, dopo aver avuto la meglio sul licantropo, Hugue uccide Karel e i restanti vampiri che hanno assistito al combattimento. Nei romanzi, invece, è un uomo mascherato a uccidere il conte.
Padre Hugue appare successivamente per recapitare alla Cardinalessa Caterina un documento contenente i piani del Rosenkreuz Orden per la distruzione di Roma e partecipa alla battaglia contro l'Arcivescovo Alfonso d'Este. Tornerà anche ad Albion per aiutare il Vaticano a distruggere l'aeronave di Isaak. La sua apparizione nell'arco Silent Noise si verifica soltanto nell'anime.

#### Vaclav Havel
Nato nel 3021 A.D. in Boemia, Havel lavorò inizialmente con il Dipartimento dell'Inquisizione. Dopo aver lasciato il suo posto, divenne la guardia del corpo personale di Caterina e, successivamente, fu uno dei membri fondatori dell'AX. Il suo nome in codice è "Know Faith". La maggior parte del corpo di Havel è stata rimpiazzata con parti meccaniche e sembra essere capace di volare. Gli è stato anche impiantato un sistema che gli conferisce l'abilità di diventare invisibile. Per questi motivi, egli è uno dei migliori agenti dell'AX e occupa il più alto rango dopo la Cardinalessa. Havel è anche uno degli amici più fidati di Caterina, conoscendola da più di 10 anni. Infatti, dopo la morte di Noélle, egli è l'unico che le dà conforto, permettendole anche di piangere in sua presenza. Questo prete passa la maggior parte del suo tempo stando al fianco di Caterina, sebbene vada occasionalmente in missione come gli altri membri dell'AX ed è il più fidato per quanto riguarda le questioni di massima importanza.
Nell'anime partecipa all'arresto dell'Arcivescovo Alfonso d'Este, mentre nei romanzi si schiera dalla sua parte.

#### William Walter Wordsworth
Nato nel 3023 A.D. ad Albion, William Walter Wordsworth era uno dei grandi prodigi dell'Università di Londinium, insieme a Gepetto Garibaldi, Catherina Lange e Isaac Butler. Incastrato da Isaac, fu accusato di un terribile incidente in cui rimase uccisa anche la sua fidanzata e venne espulso dall'università. Divenne poi, successivamente, uno dei membri fondatori dell'AX, insieme ad Abel, Vaclav, Kate e Caterina.
Come membro dell'unità AX, Padre Wordsworth ha moltissimi talenti, che sfoggia durante la serie. Nonostante lavori occasionalmente come professore all'Università di Roma, egli trova gli studenti noiosi e preferisce non insegnare. È anche un noto inventore e si occupa a tempo perso della tecnologia perduta. Di conseguenza, il professore se ne esce spesso con bizzarre invenzioni, alcune delle quali funzionano perfettamente, mentre altre falliscono in maniera spettacolare tendendo ad esplodere. Fra le sue invenzioni spicca un'automobile volante, attrezzata con missili e razzi. Benché abbia prodotto una vasta varietà di creazioni, Padre Wordsworth crede fermamente che la scienza vada sempre utilizzata rettamente. Oltre al suo genio nel campo scientifico, il professore è abile anche nell'uso di una spada-bastone, talento esplicato in modo più approfondito nei romanzi.
Il personaggio richiama William Wordsworth, poeta e scrittore inglese realmente esistito.

#### Leon Garcia de Asturias
Nato nel 3031 A.D. in Spagna, Leon era, una volta, un soldato professionista con il vizio dell'esibizionismo. Quando uccise sua moglie e 30 preti, però, venne condannato a 1000 anni di prigionia. Gli è stato consentito comunque lasciare la galera per assistere l'AX nei suoi casi. In cambio dei suoi servigi, la durata della pena gli verrà ridotta di un paio di decenni. 
Leon porta per tutto il tempo un ciondolo attorno al collo con la foto di sua figlia, che ama più di ogni altra cosa al mondo. Quando non lavora, la sua prigione è l'orfanotrofio del Vaticano. Padre Leon combatte con dei chakram e un bazooka ed è esperto in sabotaggi e tattiche di guerra. Si offende spesso quando viene chiamato “vecchio signore”, ma, nonostante l'aspetto burbero, Leon appare come un prete premuroso verso gli altri, soprattutto nei confronti dei bambini. È d'accordo con Abel quando, al termine del caso del Professor Berrie, decide di spedire ad Albion i bambini dell'Isola Che Non C'è che si sono trasformati in vampiri, invece di giustiziarli.
Nei romanzi e nel manga, Padre Leon si comporta come un assiduo corteggiatore di donne, incluse Esthel e Noelle.

#### Noélle Bor
presente soltanto nei romanzi e nell'anime
Parte del personale dell'AX, Noélle ha un potere speciale che la differenzia dalle altre suore: l'empatia, un'abilità che le permette di individuare le emozioni degli altri con la sola vista e percepire tracce lasciate dalle stesse. "Mistress" (nome in codice di Suor Noélle) prova dei sentimenti verso Abel e, nell'anime, si dichiara a lui durante una missione a Barcellona. Anche se i suoi sentimenti non sono corrisposti, il prete accetta la confessione della collega e le dice che è davvero fortunato ad avere un'amica tanto speciale. Nei romanzi, Noélle è un ex agente dell'AX ritiratosi a causa del suo eccessivo affetto verso Padre Nightroad. 
Suor Noélle Bor muore nel maggio del 3060 A.D. durante un attentato provocato dalla macchina Silent Noise alla città di Barcellona.

#### Monica Argento
presente soltanto nei romanzi e nel manga
Conosciuta come la Vedova Nera (Black Widow), Monica Argento è la figlia di un boss mafioso e, dopo aver tentato di uccidere Caterina, lavora per l'AX. Sebbene Monica sia una suora, preferisce vestirsi come un prete. Ama uccidere le persone e per farlo utilizza sia il suo potere di fondersi con la materia e di teletrasportarsi, che dei pugnali con una decorazione a forma di rosa.

### Il Dipartimento dell'Inquisizione
Il Dipartimento dell'Inquisizione (o Tribunale dell'Inquisizione) è composto da un gruppo di esperti combattenti considerati soldati di Dio. Questi rappresentanti della cristianità eseguono la volontà della Santa Sede sotto gli ordini del Cardinale Francesco de' Medici. Il loro mandato è quello di sterminare tutti i vampiri, indipendentemente dalle situazioni. I membri dell'Inquisizione sono da tutti conosciuti a causa dei metodi estremi che adottano per dare attuazione agli ordini che gli vengono impartiti e, per questo motivo, finiscono spesso per scontrarsi con gli agenti della Cardinalessa Caterina. Si dice che la maggior parte degli Inquisitori sia stata arruolata in giovane età e condizionata a disprezzare tutto ciò che va contro l'autorità e le credenze della Chiesa Cattolica. A causa di queste tendenze violente, essi sono conosciuti anche come “Le zanne della Chiesa”, come menzionato dall'AX.

#### Fratello Pietro Orsini
Nato nel 3034 A.D., Fratello Pietro, il “Cavaliere della Distruzione”, è il comandante del Dipartimento dell'Inquisizione. Egli combatte con una gigantesca lancia chiamata “Screamer” e indossa un'ingombrante e pesante armatura. Nell'anime la sua armatura è attrezzata con un jet pack, mentre nei romanzi e nel manga usa un'iniezione sperimentale che lo rende agile come un vampiro.
Fratello Pietro appare testardo e violento, con il suo intenso odio verso i vampiri. Quando Padre Nightroad ritarda nel raggiungere Ion Fortuna, Fratello Pietro insiste nel combattere contro di lui, finché non lo fa cadere giù nella scogliera. Il capo degli Inquisitori ha un grande senso dell'onore, infatti minaccia uno dei suoi soldati quando questo insulta Abel in seguito alla sua apparente morte, dicendo che quest'ultimo, nonostante fosse un eretico, aveva pur sempre dedicato la sua vita a Dio. Fratello Pietro è anche molto leale ad Alessandro, sopra ogni altra persona, credendo fermamente che il Santo Padre sia il rappresentante di Dio e che se non lo seguisse non starebbe seguendo il Signore. Nell'anime viene miracolosamente convinto a proteggere il Methuselah Ion Fortuna. Sebbene abbia assistito alla battaglia fra Padre Abel versione Crusnik e il Barone Radu senza poter intervenire, Pietro non sembra esserne affatto turbato.

#### Sorella Paula Souwauski
Nata nel 3036 A.D. a Cracovia, Sorella Paula Souwauski è il vice comandante del Dipartimento dell'Inquisizione e il braccio destro di Fratello Pietro. Soprannominata "Dama della Morte", Paula è una mercenaria estremamente abile, che ha ucciso parecchie persone durante il suo lavoro. Appare per la prima volta al fianco di Fratello Philippo in una missione a Brno, per fermare le macchinazioni dell'Arcivescovo Alfonso d'Este. Credendo che tutti nella città fossero colpevoli di eresia, tentò di attivare un missile per distruggere tutto e tutti, ma venne intralciata da Abel Nightroad e Vaclav Havel.
Paula dichiara nei romanzi che la sua vera abilità di battaglia consiste nel combattimento corpo a corpo, anche se lei preferisce terrorizzare i suoi nemici con l'uso delle armi. Preferisce usare le sue "Moon Blades", due armi con delle lame a mezzaluna sporgenti da ogni lato, che possono essere maneggiate come pugnali o lanciate come shuriken. Nell'anime attacca con grande abilità il Methuselah Radu Barvon, sferrandogli un colpo mortale. La sua apparizione nell'arco Iblis si verifica soltanto nell'anime.
Paula è molto fedele alla Chiesa e crede che le persone possono solamente stare con essa o contro di essa. Una volta ha dichiarato che la sua missione fosse quella di “uccidere gli eretici indipendentemente se uomini, donne o bambini”. Nonostante la natura spietata, lei è estremamente fedele ai suoi superiori, in particolare a Fratello Pietro e al Cardinale Francesco. La sua lealtà verso il Cardinale eccede di molto da quella nei confronti del Papa; come si può notare durante la missione a Brno, quando è disposta a lasciar morire il giovane Alessandro sotto gli ordini di Francesco.

#### Fratello Matteo
presente soltanto nei romanzi e nel manga
Un ex-mercenario che fu coinvolto in molte guerre prima di essere arruolato dalla Chiesa. È conosciuto come il "Diavolo del Marocco" per la sua partecipazione all'assedio in Marocco. Durante la battaglia incontrò Padre Leon Garcia, verso il quale sembra serbare del rancore.

#### Fratello Bartolomeo
presente soltanto nei romanzi e nel manga
Nato nel 3036 A.D., egli è tecnicamente uno dei fratelli di Tres Iqus, essendo il secondo delle dieci "Bambole Assassine" del Vescovo Geppetto Garibaldi. Mentre Tres fu assunto dall'AX, Duo Iqus, rinominato Fratello Bartolomeo, venne salvato dalla distruzione dal Dipartimento dell'Inquisizione. Questo prete androide maneggia un grande fucile chiamato "Deus Ex Machina". In seguito all'incidente nella serie Gunmetal Hound il suo stato rimane sconosciuto. Nel manga viene sconfitto e distrutto da Tres.

#### Fratello Philippo
presente soltanto nei romanzi e nel manga
Spietato membro del Dipartimento dell'Inquisizione, Fratello Philippo viene visto per la prima volta al fianco di Sorella Paula durante la missione a Brno. Sebbene sia molto basso, è sorprendentemente forte e riuscirebbe persino a battere facilmente Padre Leon in una gara di forza. In aggiunta alla forza fisica, il corpo di Philippo contiene delle cellule che gli permettono di trasmettere una potente corrente elettrica, capace di sconfiggere un nemico con una scossa da 300 000 volt.